# Station Ayr
Ayr is een spoorwegstation in Ayr, Schotland. Het station werd geopend op 12 januari 1886 en ligt aan de Ayrshire Coast Line